# Beloinje
Beloinje (en serbe cyrillique : Белоиње) est un village de Serbie situé dans la municipalité de Svrljig, district de Nišava. Au recensement de 2011, il comptait 270 habitants.
Beloinje est situé sur les bords du Svrljiški Timok.

## Démographie
| 1948 | 1953 | 1961 | 1971 | 1981 | 1991 | 2002 | 2011 |
| ---- | ---- | ---- | ---- | ---- | ---- | ---- | ---- |
| 782  | 791  | 722  | 600  | 524  | 415  | 343  | 270  |

|  |